# Mein Herze schwimmt im Blut
Mein Herze schwimmt im Blut, BWV 199, er en kirkelig kantate komponeret af Johann Sebastian Bach.
Kantaten blev komponeret i Weimar i 1714 til den ellevte søndag efter Trinitatis. Stykket blev fremført på ny 1718-1722 i Köthen og 8. august 1723 i Leipzig.
Teksten er skrevet af Georg Christian Lehms (sats 1-5) og Johann Heermann (sjette sats)
Koraltemaet er baseret på salmen "Wo soll ich fliehen hin / Auf meinen lieben Gott". Melodien er baseret på en verdslig sang af Jacob Regnart (1540{?} - 1599) med titlen "Venus, du und dein Kind seid alle beide blind". Denne fandtes i samlingen Kurtzweilige teutsche Liedlein / nach Art der Neapolitanen oder welschen Villanellen fra Nürnberg i 1574.

## Instrumentering og struktur
Stykket er instrumenteret for to violiner, bratsch, obo, fagot, generalbas, samt en sangsolist (sopran) og firedelt kor.

## Baggrundsstof
- Piano- og sangpartitur for BWV 199 på bach-cantatas.com
- Kantaten "Mein Herze schwimmt im Blut" i Johann Sebastian Bachs egen håndskrift Arkiveret 13. november 2012 hos  Wayback Machine, musikfokusside fra Det Kongelige Biblioteks website, af Anne Ørbæk Jensen